# Melanie Moore
Pour les articles homonymes, voir Moore.
Melanie Moore est une actrice pornographique américaine, née à Tulsa dans l'Oklahoma (États-Unis), le 1er mars 1962.

## Biographie
Melanie Moore a tourné dans plus de 300 films pendant les années 1990. Elle a reçu l'AVN Award du meilleur second rôle féminin dans une vidéo pour The Party.

## Récompenses
- 1993 : AVN Award Meilleure actrice dans un second rôle - Vidéo (Best Supporting Actress - Video) pour The Party

## Filmographie succincte
- 1990 : Sextacy 19: Pussy Whipped Pussies
- 1991 : Deep Cheeks II
- 1992 : The Party
- 1992 : No Man's Land 5
- 1993 : No Man's Land 6, 7 & 8
- 1993 : The Girls' Club
- 1994 : Cat Lickers 2
- 1995 : Diamond in the Rough
- 1997 : Pierced Shaved and Anal
- 1999 : Group Therapy 2